# Richard Evans Schultes
Richard Evans Schultes (Boston, 12 de janeiro de 1915 — 2001) foi um botânico norte-americano. É considerado um dos pais da etnobotânica.
Ele é o filho de Otto e Maude B. Schultes Bagley nascer. Ele obteve seu BA Harvard em Biologia em 1937 e seu Master of Arts em Biologia em 1938 e seu doutorado em Botânica em 1941.